# 赵鹏 (足球运动员)
赵鹏（1983年6月20日—），中国前足球运动员，司职后卫。

## 职业生涯
赵鹏于1997年便加入河南建业青年队，2002年进入河南建业一线队，次年便代表球队首发出场。
2009赛季，赵鹏作为主力后卫帮助河南建业夺得中超季军并首次参加亚洲足球冠军联赛，并入选当赛季中超联赛最佳阵容。当年，赵鹏入选中国国家队，同年5月29日友谊赛对阵德国是他的第一场国际A级赛，在9月30日对阵博茨瓦纳队的比赛中，攻入国家队首球。
2011年亚洲杯中国对卡塔尔的比赛中，赵鹏因伤下场，但当时中国已使用所有换人名额，被迫少打一人，此举遭到球迷抨击。2011賽季結束後，趙鵬和建業的合同完結，此後一直盛傳他將加盟中超升班馬廣州富力。但最後在2012年1月12日，建業成功與趙鵬續約3年。
2012賽季，趙鵬未能幫助建業保級。其後在2013年1月1日，赵鹏連同其隊友曾诚雙雙加盟广州恒大。赵鹏在建业效力15年，是建业出场次数最多的球员。加盟广州恒大后，因球队中后卫位置的激烈竞争，再加上3月份他在国家队比赛后的恢复训练受伤，直到5月10日，他才在广州恒大客场3比0击败上海申花的比赛下半场替补荣昊登场，首次为广州队在正式比赛出场。2013年6月15日，赵鹏首次作为国家队队长的身份参加与泰国的友谊赛，但最终1比5告负。赛后，赵鹏遭到范志毅猛烈批评。
回到俱乐部后，为伤病所困的赵鹏迟迟无法恢复到最佳状态。2014年6月，赵鹏被租借到中超球队长春亚泰。 不过由于伤病困扰，他在2014下半赛季并没有得到出场机会。
2016年3月，中乙球队成都钱宝宣布赵鹏加盟。2017年，赵鹏加盟家乡的俱乐部合肥桂冠，兼任球队助理教练。他在接受采访时表示，希望能为家乡足球事业做出贡献。
2018年7月，因合肥桂冠解散，赵鹏转投陕西长安竞技。2019年2月，赵鹏宣布正式退役，作为青训俱乐部教练继续活跃于足坛。

## 国家队进球
- 仅列出国际A级比赛进球。

| 时间           | 地点     | 对手   | 比分 | 赛事   | 进球(累计) |
| -------------- | -------- | ------ | ---- | ------ | ---------- |
| 2009年9月30日  | 呼和浩特 |        | 4-1  | 友谊赛 | 1( 1)      |
| 2010年10月8日  | 昆明     | 叙利亚 | 2-1  | 友谊赛 | 1(2)       |
| 2011年8月10日  | 合肥     | 牙买加 | 1-0  | 友谊赛 | 1(3)       |
| 2012年11月14日 | 上海     | 新西兰 | 1-1  | 友谊赛 | 1(4)       |